# Arnaud De Lie
Ne doit pas être confondu avec Arnaud Dely.
Arnaud De Lie, né le 16 mars 2002 à Libramont, est un coureur cycliste belge, membre de l'équipe Lotto

## Biographie
Arnaud De Lie commence le vélo, précisément en VTT, à l'âge de 7 ou 8 ans. Il y connait ses premiers succès, en témoigne sa victoire en 2014, au Roc d'Ardenne dans la catégorie Benjamin. Il se lance sur la route à l'âge de 11 ans. Les performances de Philippe Gilbert et Maxime Monfort l'incitent à vouloir devenir professionnel un jour. Habitant avec ses parents une exploitation agricole du petit village ardennais de Lescheret (commune de Vaux-sur-Sûre) et doué d'une grande puissance, il est surnommé le Taureau de Lescheret ou le Taureau wallon (Walloon Bull) à l'international.

### Jeunesse et carrière amateur
En 2014, il intègre le CC Chevigny, club local de Libramont où il évolue durant 7 ans, jusqu'à la catégorie junior.
Dès 2017, il engrange quelques victoires dans des courses provinciales,, et se démarque par sa régularité. Le 30 juillet, il devient vice-champion de Belgique dans la catégorie Débutants.
En 2018, il gagne pour la cinquième fois au Roc d'Azur en autant de participations dans sa catégorie respective. Son poids l'incite alors à se tourner de plus en plus vers le cyclisme sur route, au détriment du VTT.
Arnaud De Lie s'illustre dans les catégories de jeune et devient champion de Belgique sur route juniors (moins de 19 ans) en 2019, année où il remporte également la Flèche du Brabant flamand. L'année suivante, il gagne une étape, le classement général et le classement de la montagne de La Philippe Gilbert Juniors. Il est également médaillé de bronze du championnat d'Europe sur route juniors, devancé au sprint par Kasper Andersen et Pavel Bittner.
En 2021, il rejoint les rangs espoirs avec l'équipe Lotto-Soudal U23, qui sert de réserve pour la formation World Tour Lotto-Soudal. Avec cette équipe, il remporte en juillet deux étapes et le classement par points du Tour d'Alsace. Dans la foulée, il échoue à gagner une étape du Tour de l'Avenir, mais signe trois tops 5 au sprint. Lors de l'Okolo Jižních Čech, il remporte la deuxième étape et termine les trois autres étapes sur le podium. Il s’adjuge ainsi le classement général, le classement par points et le classement des jeunes de cette course. En octobre, il est neuvième de Paris-Tours espoirs et gagne une étape du Circuit des Ardennes international.

### Carrière professionnelle

#### Lotto

##### 2022: sixième au classement mondial UCI
En 2022, à 19 ans, il passe professionnel au sein de l'équipe World Tour Lotto-Soudal. Il s'impose au sprint sur le Trofeo Playa de Palma-Palma, dès son troisième jour de course. Le 6 mars, il remporte au sprint le Grand Prix Jean-Pierre Monseré entre Hooglede et Roulers (195,5 km) devant Dries De Bondt et Hugo Hofstetter. Le 16 mars, le jour de ses 20 ans, il se classe troisième de la semi-classique Nokere Koerse derrière Tim Merlier et Max Walscheid. Une semaine plus tard, il participe à la Classic Bruges-La Panne. Aux 1 500 m, une chute de Pascal Ackermann (UAE Emirates) le ralentit fortement. Néanmoins, il remonte une partie du peloton pour finir à la huitième place de cette semi-classique. Le 2 avril, dans une journée fraîche avec quelques giboulées de neige, il s'extrait en compagnie de 5 autres coureurs dans l'échappée qui se termine au sprint dans laquelle il devance facilement Stefano Oldani et Loïc Vliegen pour remporter la Volta Limburg Classic.
En mai, il chute au cours de la première étape des Quatre Jours de Dunkerque. Atteint d'une commotion cérébrale, il ne repart pas le lendemain. Le 29 mai, il gagne au sprint le Grand Prix Marcel Kint signant ainsi son quatrième succès de l'année. Quelques jours plus tard, il remporte la Flèche de Heist puis le Tour du Limbourg.
Le 25 juillet, il remporte à Rochefort la 3e étape du Tour de Wallonie en devançant Biniam Girmay. Il s'agit de sa première victoire d'étape dans une course de l'UCI ProSeries. Ensuite, il s'offre encore deux succès à la Coupe Sels puis à l'Egmont Cycling Race devant Arnaud Démare. Ses succès au Grand Prix Jean-Pierre Monseré et au Grand Prix Marcel Kint ainsi que d'autres bons résultats lui permettent de remporter la Coupe de Belgique de cyclisme sur route 2022 et de se hisser à la sixième place du Classement mondial UCI 2022.

##### 2023: Grand Prix de Québec
La saison 2023 commence de la meilleure façon pour Arnaud De Lie : pour sa première course, le 22 janvier, au Grand Prix de Valence, il signe le dixième succès de sa carrière professionnelle en surclassant au sprint le Norvégien Edvald Boasson Hagen (TotalEnergies).
Le 1er février, il remporte la première étape de l'Étoile de Bessèges à Bellegarde devant le Danois Mads Pedersen (Trek-Segafredo) et le Français Benoit Cosnefroy (AG2R Citroën) et revêt le maillot de leader. Deux jours plus tard, malgré un final vallonné, il gagne la troisième étape à Bessèges et consolide son maillot corail de leader du classement général. Le lendemain, à l'issue de l'arrivée au sommet du Mont Bouquet, il termine huitième de l'étape et perd ce maillot mais conserve la tunique de leader du classement par points et termine à la septième place du classement général.
Le 25 février, lors du week-end d'ouverture des Classiques flandriennes, il se place deuxième du Circuit Het Nieuwsblad, son premier podium dans une course UCI World Tour. Il est devancé de 20 secondes par le vainqueur du jour, Dylan van Baarle (Jumbo-Visma), qui avait alors attaqué à 40 kilomètres de la ligne d'arrivée. Il gagne néanmoins le sprint du peloton devant Christophe Laporte, coéquipier du vainqueur du jour. Le 1er mai, il participe à Eschborn-Francfort, classique allemande le plus souvent remportée par un sprinteur. Mais un groupe de dix échappés résiste au retour du peloton dont le sprint pour la 11e place est gagné par De Lie. Le week-end suivant, en Bretagne, il s'impose au sommet de la côte de Cadoudal lors du Grand Prix du Morbihan, sa première victoire dans une course d'un jour de l'UCI ProSeries, mais rate de peu le doublé breton le lendemain au Tro Bro Leon en terminant à la deuxième place d'un sprint à sept coureurs, devancé de quelques centimètres par Giacomo Nizzolo. Ces deux bonnes performances lui font prendre la tête du classement individuel de la Coupe de France.

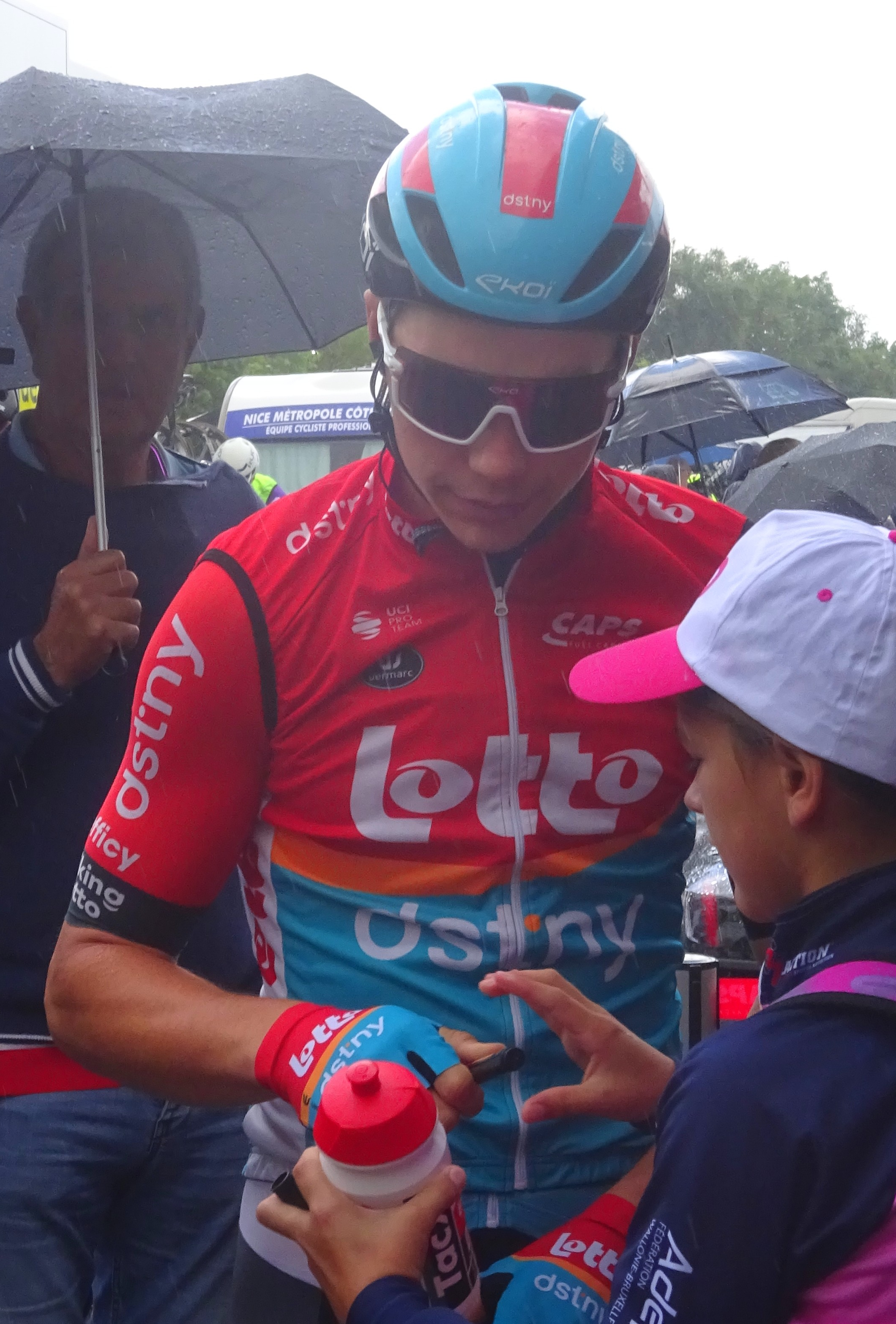
Arnaud de Lie au Tour de Wallonie 2023

Le 16 mai, il est contraint d’abandonner les Quatre Jours de Dunkerque après avoir chuté lourdement lors du sprint de la première étape à Abbeville. Le bilan médical est sérieux révélant un pneumothorax, des fractures de la clavicule gauche, d’une côte et de la partie supérieure du sternum. Il reprend la compétition le 25 juin avec la course en ligne des championnats de Belgique. Le 23 juillet, il gagne la 2e étape du Tour de Wallonie à Walcourt en remportant le sprint devant Thibau Nys et endosse le maillot de leader du Tour qu'il doit céder le lendemain. Le 13 août, il remporte la Polynormande au sprint devant Valentin Ferron à Saint-Martin-de-Landelles.
En août, il prolonge son contrat chez Lotto Dstny jusqu'à fin 2026 avec pour but de remporter une grande classique. Il réalise quatre tops 5 sur les cinq étapes du Renewi Tour 2023 et termine cette épreuve UCI World Tour comme leader des classements par points et du meilleur jeune.
Le 8 septembre, il gagne sa première classique et course de l'UCI World Tour au Grand Prix cycliste de Québec douze ans après son compatriote Philippe Gilbert, devançant au sprint Corbin Strong et Michael Matthews. Deux jours plus tard, lors du Grand Prix cycliste de Montréal, il tente sa chance en partant seul à une quarantaine de kilomètres de l'arrivée mais il est repris quatre kilomètres plus loin et termine la course loin des premiers. Le 24 septembre, il est sélectionné dans l'équipe belge pour la course en ligne des Championnats d'Europe de cyclisme sur route 2023 organisés aux Pays-Bas. En fin de course, il mène la chasse pour ramener Wout van Aert sur Christophe Laporte qui s'était échappé mais van Aert ne parvient finalement pas à remonter le Français et De Lie rate la médaille en terminant quatrième derrière Olav Kooij. 
Le 28 septembre, il remporte le Circuit franco-belge lors d'une arrivée en côte au Mont-de-l'Enclus devant Rasmus Tiller. Trois jours plus tard, il gagne à Marche-en-Famenne, dans sa province natale de Luxembourg, la Famenne Ardenne Classic non sans se faire peur : alors qu'il avait un créé un bel écart et filait vers une victoire facile au sprint, il casse la cale de sa pédale droite à quelques dizaines de mètres de la ligne mais réussit en pédalant avec un seul pied à maintenir un avantage suffisant sur ses adversaires qui fondaient sur lui. Cette victoire est la dixième de la saison. Le 2 octobre, il participe à Binche-Chimay-Binche avec le statut de favori et la possibilité de réaliser le premier triplé du triptyque wallon de fin de saison (Circuit franco-belge + Famenne Ardenne Classic + Binche-Chimay-Binche). Retardé par une chute se produisant devant lui à deux kilomètres de l'arrivée, il revient en force mais ne peut rattraper les premiers et échoue à la sixième place. Trois jours plus tard, il termine deuxième de Paris-Bourges, battu au sprint par Arnaud Démare. Il termine sa saison au Tour du Guangxi, en Chine, course à étapes de l'UCI World Tour où il se classe trois fois dans le top 10.
Sa deuxième saison professionnelle lui procure dix victoires dont une classique de l'UCI World Tour. Il se classe à la 14e place en fin d'année au classement mondial UCI 2023.

#### 2024: champion de Belgique sur route
Grand favori du Samyn 2024, il glisse dans un virage à une trentaine de kilomètres de l'arrivée, chute seul et doit abandonner quelques kilomètres plus loin, victime de plusieurs écorchures. Il prend quand même le départ de Paris-Nice quelques jours plus tard mais est non partant pour la 4e étape, n'ayant pas encore récupéré à 100 % de sa chute, et aussi pour se préparer et se concentrer sur les prochaines courses. Modifiant son planning, il n'est pas au départ de Milan-San Remo préférant participer au Grand Prix de Denain où il classe quatrième et, le lendemain, à la Bredene Koksijde Classic qu'il termine à la cinquième place. Lors des classiques flamandes (E3 Saxo Bank Classic et Gand-Wevelgem), il ne parvient pas à suivre l'avant de la course et termine loin des premiers. En accord avec son staff, il décide de ne participer ni au Tour des Flandres ni à Paris-Roubaix pour se reconcentrer sur la deuxième partie de sa saison. Après un nouvel examen sanguin, Arnaud De Lie est diagnostiqué avec la maladie de Lyme, ceci expliquant sans doute ses moins bonnes performances récentes. Il est soigné par antibiotiques. 
Après ces problèmes de santé, il reprend la compétition le 28 avril par une victoire sur la Famenne Ardenne Classic, réalisant le doublé sur cette course et remportant une vingtième victoire professionnelle. Le 4 mai, il prend la troisième place du Grand Prix du Morbihan devancé au sprint par Benoît Cosnefroy et Axel Zingle. Le lendemain, malgré deux crevaisons, il s'impose facilement au Tro Bro Leon en réglant au sprint un groupe de neuf coureurs. Comme l'année précédente, ces deux courses bretonnes lui procurent deux podiums dont une victoire. Le 9 mai, il gagne le Circuit de Wallonie à Charleroi, sa troisième victoire en quatre courses et en douze jours. Le 19 mai, il termine quatrième de l'Antwerp Port Epic remporté par Alexander Kristoff et, le lendemain, il monte sur le podium pour une troisième place du Tour du Limbourg gagné par Dylan Groenewegen. Il part ensuite en stage dans la Sierra Nevada pour préparer la suite de sa saison. En juin, il participe au Tour de Suisse. À l'arrivée de la 2e étape à Regensdorf, un saut de chaîne à 200 mètres de la ligne l'empêche de jouer la victoire dans un sprint remporté par Bryan Coquard. Il se classe néanmoins troisième. Le 23 juin, il remporte au sprint à Zottegem les championnats de Belgique devant Jasper Philipsen et Jordi Meeus et devient le plus jeune champion de Belgique depuis Roger De Vlaeminck en 1969 et le premier coureur wallon titré depuis Philippe Gilbert en 2016.
Le 29 juin, Arnaud De Lie participe à son premier Tour de France. Il se classe troisième de la 3e étape à Turin derrière Biniam Girmay et Fernando Gaviria ainsi que de la 8e étape à Colombey les Deux Églises coincé derrière le même Biniam Girmay et Jasper Philipsen. Il obtient encore trois tops 5 lors des 5e, 6e et 12e étapes. Il reprend la compétition le 14 août au départ du Tour du Danemark. Arrivé deuxième de la 2e étape à Vejle, il endosse le maillot de leader du classement général qu'il conserve jusqu'à la fin de l'épreuve. Il remporte ainsi la première course à étapes de sa carrière. Dans la foulée, il participe au Renewi Tour, étant repris parmi les favoris à la victoire finale. Lors de la 2e étape disputée à Tessenderlo contre-la-montre, il est victime de sérieux problèmes techniques, lui enlevant toute prétention pour le classement général. Favori de la dernière étape vallonnée se terminant à Grammont, il s'échappe dans les derniers kilomètres avec Tim Wellens et remporte cette étape de prestige. En fin de saison, il est le premier à pouvoir suivre l'attaque de Tadej Pogačar dans la dernière côte du Grand Prix de Québec mais ne peut éviter le sprint où il est enfermé et se classe à la 13e place. Il abandonne deux jours plus tard au Grand Prix de Montréal, victime d'un coup de chaleur. Pointé parmi les favoris du Grand Prix de Wallonie, il coince dans la montée finale vers la citadelle de Namur. Le 1er octobre, il s'impose pour la première fois à Binche-Chimay-Binche devant Biniam Girmay après avoir dépassé Jasper Philipsen dans les derniers mètres.

#### 2025

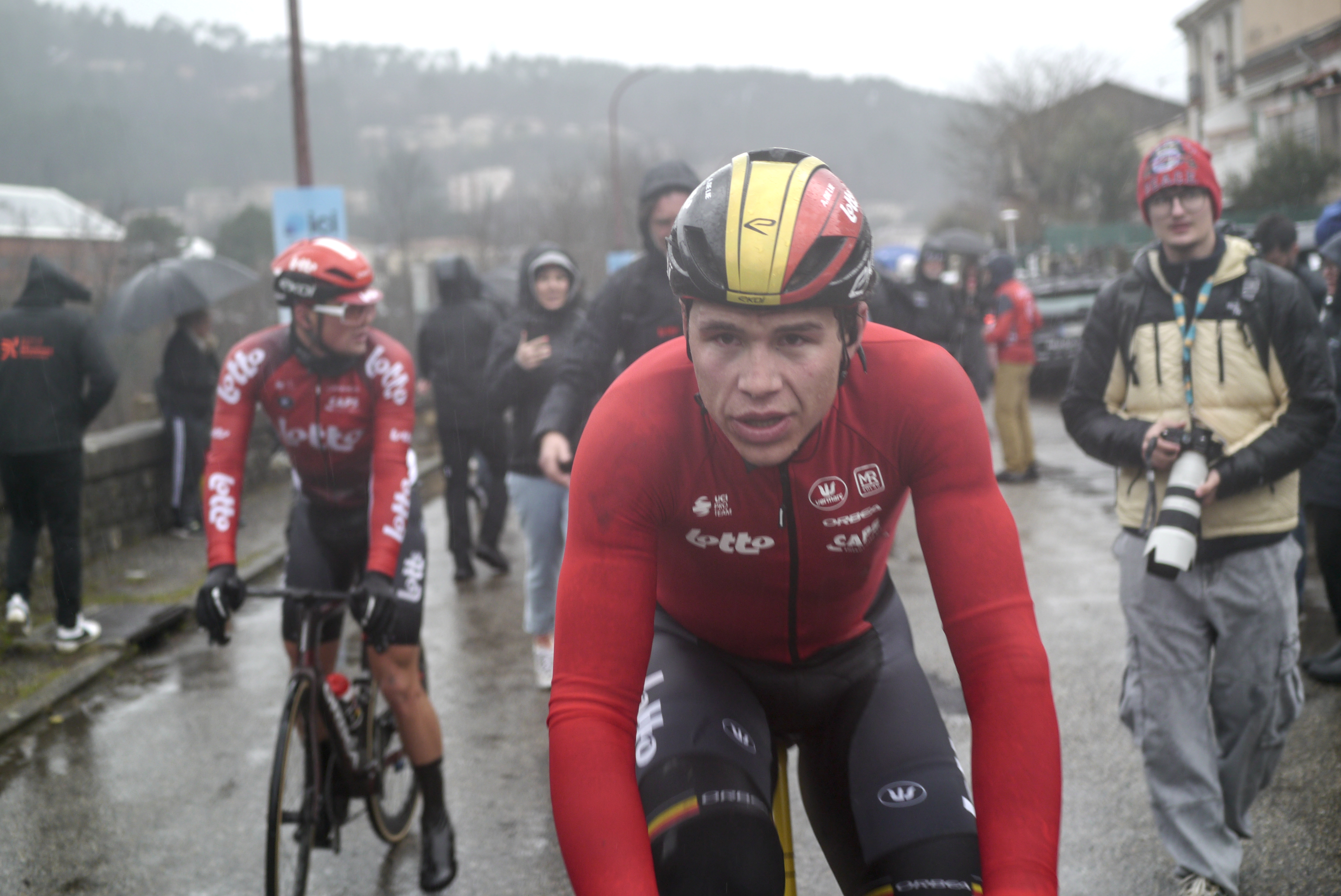
Arnaud de Lie sous la pluie après son arrivée victorieuse lors de la 3e étape de l'Étoile de Bessèges-Tour du Gard 2025

Arnaud De Lie est victorieux au terme de sa troisième journée de course de 2025 lors de la 3e étape de l'Étoile de Bessèges-Tour du Gard à Bessèges, à l'issue d'une course arrêtée par plusieurs équipes à cause de problèmes liés à la sécurité routière. Le 16 février, il termine 4e de la Clásica de Almería puis, quelques jours plus tard, il se classe aux 3e et 4e places de deux étapes du Tour de l'Algarve avant d'être non partant lors de la dernière étape, victime d'allergies. Au Circuit Het Nieuwsblad, plusieurs problèmes mécaniques ne lui permettent pas de revenir en tête de course et de se mêler au sprint final. À la suite de son abandon dans Gand-Wevelgem et en manque de forme, il décide avec son staff de ne pas participer aux courses flandriennes suivantes. 
Il reprend la compétition le 18 mai au Tour de Cologne mais est en difficulté dans la première heure de course et est contraint d'abandonner. Le 8 juin, sa course suivante est la Brussels Cycling Classic. Il y fait bonne figure et dispute le sprint pour la victoire, terminant sur le podium derrière Tim Merlier et Alexis Renard. Le lendemain, il chute lors de l'Antwerp Port Epic, heurtant un poteau dans un virage, et est emmené en ambulance. Toutefois, ses blessures au coude droit ne s'avèrent pas trop graves. Après un Tour de Suisse sans résultats significatifs, il participe au Tour de France. Il se classe à la troisième place de la 9e étape à Châteauroux derrière Tim Merlier et Jonathan Milan et confirme une forme ascendante en réalisant cinq tops 10 dont le sprint d'un peloton réduit pour la septième place sur les Champs-Élysées.
Il confirme sa forme retrouvée en terminant deuxième de la Cyclassics Hamburg le 17 août.

## Palmarès et classements mondiaux

### Juniors et espoirs
| - 2019 - Champion de Belgique sur route juniors - Flèche du Brabant flamand - 2020 - La Philippe Gilbert Juniors : - Classement général - 1re étape - Ster van Zuid-Limburg - Médaillé de bronze du championnat d'Europe sur route juniors | - 2021 - Circuit Het Nieuwsblad espoirs - 2e et 5e étapes du Tour Alsace - Okolo Jižních Čech : - Classement général - 2e étape - 2e étape du Circuit des Ardennes international - Grand Prix de Saint-Souplet |  |

### Professionnels
| - 2022 - Vainqueur de la Coupe de Belgique - Trofeo Playa de Palma-Palma - Grand Prix Jean-Pierre Monseré - Volta Limburg Classic - Marcel Kint Classic - Flèche de Heist - Tour du Limbourg - 3e étape du Tour de Wallonie - Coupe Sels - Egmont Cycling Race - 2e du Circuit du Houtland - 3e de la Veenendaal-Veenendaal Classic - 3e de la Nokere Koerse - 4e de la Bretagne Classic - 7e d'Eschborn-Francfort - 8e de la Classic Bruges-La Panne - 2023 - Grand Prix de Valence - 1re et 3e étapes de l'Étoile de Bessèges-Tour du Gard - Grand Prix du Morbihan - 2e étape du Tour de Wallonie - Polynormande - Tour de Louvain-Mémorial Jef Scherens - Grand Prix cycliste de Québec - Circuit franco-belge - Famenne Ardenne Classic - 2e de la Clásica de Almería - 2e du Circuit Het Nieuwsblad - 2e du Tro Bro Leon - 2e de Paris-Bourges - 4e du championnat d'Europe sur route - 6e d'À travers les Flandres - 7e de la Bemer Cyclassics | - 2024 - Champion de Belgique sur route - Famenne Ardenne Classic - Tro Bro Leon - Circuit de Wallonie - Classement général du Tour du Danemark - 5e étape du Renewi Tour - Binche-Chimay-Binche - 3e du Grand Prix du Morbihan - 3e du Tour du Limbourg - 4e de la Bretagne Classic - 10e du Circuit Het Nieuwsblad - 2025 - 3e étape de l'Étoile de Bessèges-Tour du Gard - 2e de la ADAC Cyclassics Hamburg - 3e de la Brussels Cycling Classic |  |

### Classiques et grands championnats
Le tableau suivant présente les résultats d'Arnaud De Lie lors des classiques de l'UCI World Tour ainsi qu'aux championnats internationaux.
| AB    | Abandon                | HD                  | Hors-délais             | -             | Pas de participation   | ×                  | Pas d'épreuve      |                    |                    |                  |                      |                        |                        |
| Année | Circuit Het Nieuwsblad | Milan-San Remo (Mo) | Classic Bruges-La Panne | Gand-Wevelgem | À travers les Flandres | Paris-Roubaix (Mo) | Flèche brabançonne | Eschborn-Francfort | Cyclassics Hamburg | Bretagne Classic | Grand Prix de Québec | Grand Prix de Montréal | Europe Course en ligne |
| 2022  | —                      | —                   | 8e                      | 48e           | AB                     | —                  | —                  | 7e                 | —                  | 4e               | —                    | —                      | —                      |
| 2023  | 2e                     | 95e                 | —                       | 42e           | 6e                     | 50e                | 7e                 | 11e                | 7e                 | 55e              | Vainqueur            | 34e                    | 4e                     |
| 2024  | 10e                    | —                   | —                       | 90e           | —                      | —                  | —                  | —                  | 21e                | 4e               | 13e                  | AB                     | —                      |
| 2025  | 85e                    | —                   | —                       | AB            | —                      | —                  | —                  | —                  | 2e                 |                  |                      |                        |                        |

## Résultats sur les grands tours

### Tour de France
2 participations
- 2024 : 119e
- 2025 : 142e

### Classements mondiaux
| Année                                 | 2021 | 2022 | 2023 | 2024 |
| ------------------------------------- | ---- | ---- | ---- | ---- |
| Classement mondial                    | 718e | 6e   | 14e  | 15e  |
| UCI Europe Tour                       | 563e | 6e   | 15e  | 12e  |
|                                       |      |      |      |      |
| Légende : nc = non classéSource : UCI |      |      |      |      |

## Hommage
En septembre 2023, le groupe flamand Ramones van het Groenewoud lui consacre une chanson rock humoristique intitulée : De Lie sur l'air de Denis du groupe Blondie.